# Ravensburg (huyện)
Ravensburg là một huyện (Landkreis) phía đông nam Baden-Württemberg, Đức. Các huyện giáp ranh là (từ tây nam theo chiều kim đồng hồ) Bodensee, Sigmaringen và Biberach, thành phố Memmingen and các huyện Unterallgäu, Oberallgäu và Lindau.

## Lịch sử
Huyện có từ Oberamt Ravensburg, được lập năm 1810 when khi thành phố tự do trước đó Ravensburg và khu vực xung quanh thuộc Württemberg. Vào năm 1938 the Oberamt đã được chuyển thành huyện, phần lớn Oberamt Waldsee được nhập vào huyện mới. Vào năm 1973 the district Wangen đã được nhập vào huyện, cùng với một vài đô thị từ huyện Saulgau, Überlingen và Biberach.

## Xã và đô thị
| Thị trấn | Xã | |
| --- | --- | --- |
| 1. Aulendorf 2. Bad Waldsee 3. Bad Wurzach 4. Isny im Allgäu 5. Leutkirch im Allgäu 6. Ravensburg 7. Wangen im Allgäu 8. Weingarten | 1. Achberg 2. Aichstetten 3. Aitrach 4. Altshausen 5. Amtzell 6. Argenbühl 7. Baienfurt 8. Baindt 9. Berg 10. Bergatreute 11. Bodnegg 12. Boms 13. Ebenweiler 14. Ebersbach-Musbach 15. Eichstegen 16. Fleischwangen | 1. Fronreute 2. Grünkraut 3. Guggenhausen 4. Horgenzell 5. Hoßkirch 6. Kißlegg 7. Königseggwald 8. Riedhausen 9. Schlier 10. Unterwaldhausen 11. Vogt 12. Waldburg 13. Wilhelmsdorf 14. Wolfegg 15. Wolpertswende |